# Temporada da LEB Ouro de 2018–19
A Temporada da LEB Ouro de 2018–19 é a 23.ª edição da competição de secundária do basquetebol masculino da Espanha segundo sua piramide estrutural. É organizada pela Federação Espanhola de Basquete, sendo sua primeira liga.

## Clubes Participantes
| Clube                              | Cidade                | Arena                          | Treinador                 |
| ---------------------------------- | --------------------- | ------------------------------ | ------------------------- |
| Força Lleida                       | Lleida                | Pavelló Barris Nord            | Jorge Serna               |
| Cáceres Patrimonio de la Humanidad | Cáceres               | Multiusos Ciudad de Cáceres    | Ñete Bohígas              |
| Carramimbre CBC Valladolid         | Valladolid            | Pisuerga                       | Paco García               |
| CB Prat                            | El Prat de Llobregat  | Pavelló Joan Busquets          | Arturo Álvarez            |
| Chocolates Trapa Palencia          | Palencia              | Pabellón Municipal             | Alejandro Martínez        |
| Club Melilla Baloncesto            | Melilla               | Pabellón Javier Imbroda Ortiz  | Alejandro Alcoba          |
| Coviran Granada                    | Granada               | Palacio de Deportes de Granada | Pablo Pin                 |
| Barça Lassa B                      | Sant Joan Despí       | Ciutat Esportiva Joan Gamper   | Alfred Julbe              |
| Iberojet Palma                     | Palma                 | Son Moix                       | Félix Alonso              |
| Levitec Huesca                     | Huesca                | Palacio Municipal de Huesca    | Guillermo Arenas          |
| Leyma Coruña                       | A Coruña              | Pazo dos Deportes de Riazor    | Gustavo Aranzana          |
| Real Betis Energía Plus            | Sevilha               | Palacio de Deportes San Pablo  |                           |
| Retabet Bilbao Basket              | Bilbau                | Bilbao Arena                   |                           |
| Río Ourense Termal                 | Ourense               | Pazo Paco Paz                  | Gonzalo García de Vitoria |
| Sáenz Horeca Araberri              | Vitoria-Gasteiz       | Mendizorrotza                  | Antonio Pérez             |
| TAU Castelló                       | Castellón de la Plana | Pabellón Ciutat de Castelló    | Toni Ten                  |
| Liberbank Oviedo Baloncesto        | Oviedo                | Polideportivo de Pumarín       | Carles Marco              |
| ZTE Real Canoe NC                  | Madrid                | Real Canoe                     |                           |

## Formato
A competição é disputada por 18 equipes (2 rebaixadas da Liga ACB, 14 remanescentes e 2 ascendidas da Liga LEB Prata) em temporada regular onde as equipes se enfrentam com jogos sendo mandante e visitante, determinando ao término desta as colocações do primeiro ao último colocados. Prevê-se a promoção à Liga ACB o primeiro colocado da temporada regular, juntamente do vencedor dos playoffs, desde que cumpram-se os requisitos propostos no "Convênio de colaboração" com a Liga ACB.

## Temporada Regular

### Tabela de Classificação
| Pos. | Clube                              | J  | V  | D  | PF    | PC    | Pts. | Classificação           |
| ---- | ---------------------------------- | -- | -- | -- | ----- | ----- | ---- | ----------------------- |
| 1    | Real Betis Energía Plus            | 34 | 30 | 4  | 2.795 | 2.486 | 64   | Promovido para Liga ACB |
| 2    | Retabet Bilbao Basket              | 34 | 24 | 10 | 2.626 | 2.355 | 58   | Playoffs                |
| 3    | Iberojet Palma                     | 34 | 22 | 12 | 2.664 | 2.487 | 56   | Playoffs                |
| 4    | Liberbank Oviedo Baloncesto        | 34 | 22 | 12 | 2.607 | 2.409 | 56   | Playoffs                |
| 5    | Club Melilla Baloncesto            | 34 | 21 | 13 | 2.536 | 2.516 | 55   | Playoffs                |
| 6    | Carramimbre CBC Valladolid         | 34 | 20 | 14 | 2.658 | 2.535 | 54   | Playoffs                |
| 7    | Río Ourense Termal                 | 34 | 20 | 14 | 2.528 | 2.416 | 54   | Playoffs                |
| 8    | Coviran Granada                    | 34 | 20 | 14 | 2.540 | 2.421 | 54   | Playoffs                |
| 9    | Chocolates Trapa Palencia          | 34 | 19 | 15 | 2.683 | 2.690 | 53   | Playoffs                |
| 10   | Levitec Huesca                     | 34 | 18 | 16 | 2.596 | 2.576 | 52   |                         |
| 11   | ICG Força Lleida                   | 34 | 16 | 18 | 2.498 | 2.476 | 50   |                         |
| 12   | Leyma Coruña                       | 34 | 14 | 20 | 2.596 | 2.638 | 48   |                         |
| 13   | TAU Castelló                       | 34 | 13 | 21 | 2.568 | 2.645 | 47   |                         |
| 14   | Cáceres Patrimonio de la Humanidad | 34 | 11 | 23 | 2.388 | 2.567 | 45   |                         |
| 15   | ZTE Real Canoe NC                  | 34 | 11 | 23 | 2.321 | 2.648 | 45   |                         |
| 16   | CB Prat                            | 34 | 9  | 25 | 2.420 | 2.724 | 43   |                         |
| 17   | Barça Lassa B                      | 34 | 9  | 25 | 2.384 | 2.534 | 43   | Rebaixados              |
| 18   | Sáenz Horeca Araberri              | 34 | 7  | 27 | 2.516 | 2.801 | 41   | Rebaixados              |

### Partidas
| Casa\Visitante                     | LLE   | CAC   | CAR    | CPR   | PAL    | MEL     | GRA   | BAR    | IBE    | HUE   | LEY   | BET   | RET   | OUR   | ARA    | CAS   | OVI   | REC   |
| ---------------------------------- | ----- | ----- | ------ | ----- | ------ | ------- | ----- | ------ | ------ | ----- | ----- | ----- | ----- | ----- | ------ | ----- | ----- | ----- |
| ICG Força Lleida                   |       | 93-70 | 68-72  | 80-58 | 90-80  | 67-66   | 78-70 | 67-66  | 86-66  | 85-89 | 88-90 | 84-86 | 70-75 | 61-70 | 68-52  | 88-82 | 67-70 | 73-55 |
| Cáceres Patrimonio de la Humanidad | 58-69 |       | 66-74  | 87-74 | 85-87  | 60-71   | 85-79 | 70-49  | 80-75  | 68-75 | 84-80 | 72-77 | 74-76 | 80-83 | 77-64  | 81-86 | 57-70 | 65-63 |
| Carramimbre CBC Valladolid         | 79-58 | 75-71 |        | 95-73 | 76-80  | 70-76   | 80-70 | 66-71  | 80-76  | 84-50 | 75-65 | 74-67 | 79-64 | 66-72 | 91-79  | 70-56 | 79-85 | 96-79 |
| CB Prat                            | 65-82 | 95-66 | 73-71  |       | 55-98  | 73-77   | 61-76 | 70-66  | 85-83  | 56-83 | 76-66 | 88-90 | 66-73 | 67-88 | 75-88  | 72-82 | 79-78 | 72-75 |
| Chocolates Trapa Palencia          | 81-77 | 66-74 | 101-97 | 64-63 |        | 76-84   | 76-79 | 86-83  | 87-95  | 77-76 | 93-84 | 66-76 | 78-71 | 76-88 | 92-87  | 84-59 | 66-84 | 94-96 |
| Club Melilla Baloncesto            | 83-72 | 78-76 | 79-72  | 72-88 | 77-74  |         | 67-53 | 63-95  | 75-63  | 69-79 | 67-70 | 72-77 | 63-76 | 69-63 | 77-82  | 82-72 | 74-69 | 82-59 |
| Coviran Granada                    | 79-63 | 67-64 | 64-74  | 85-54 | 73-63  | 76-85   |       | 73-53  | 82-84  | 87-64 | 93-59 | 60-81 | 72-70 | 68-64 | 86-59  | 70-59 | 70-73 | 87-60 |
| Barça Lassa B                      | 71-74 | 64-68 | 65-69  | 75-81 | 81-63  | 60-78   | 78-60 |        | 72-84  | 77-60 | 65-88 | 73-82 | 76-84 | 63-76 | 72-71  | 57-62 | 60-63 | 64-61 |
| Iberojet Palma                     | 85-57 | 82-74 | 84-87  | 99-70 | 82-70  | 79-65   | 60-78 | 83-76  |        | 78-58 | 84-72 | 92-58 | 67-45 | 77-72 | 71-79  | 82-86 | 65-51 | 96-74 |
| Levitec Huesca                     | 74-77 | 86-59 | 73-74  | 97-86 | 68-79  | 87-88   | 89-82 | 74-65  | 64-70  |       | 83-78 | 92-84 | 61-74 | 79-74 | 105-68 | 95-84 | 68-66 | 94-66 |
| Leyma Coruña                       | 73-61 | 68-55 | 95-90  | 85-67 | 95-109 | 72-76   | 73-80 | 58-49  | 76-79  | 86-74 |       | 70-78 | 64-74 | 63-78 | 96-82  | 83-84 | 98-76 | 85-59 |
| Real Betis Energía Plus            | 77-68 | 80-71 | 84-77  | 78-63 | 94-69  | 85-64   | 93-80 | 81-58  | 82-77  | 84-65 | 96-88 |       | 70-64 | 82-74 | 94-82  | 78-63 | 85-69 | 99-68 |
| Retabet Bilbao Basket              | 81-70 | 82-53 | 88-83  | 93-75 | 88-59  | 62-59   | 93-68 | 82-85  | 77-71  | 69-76 | 87-59 | 98-68 |       | 73-60 | 76-77  | 87-78 | 72-81 | 93-62 |
| Río Ourense Termal                 | 62-70 | 85-73 | 81-75  | 74-59 | 52-55  | 68-60   | 80-83 | 76-69  | 54-66  | 78-62 | 96-75 | 65-94 | 70-82 |       | 65-58  | 72-82 | 67-74 | 71-50 |
| Sáenz Horeca Araberri              | 73-89 | 67-68 | 78-82  | 62-71 | 82-94  | 109-111 | 84-89 | 81-96  | 76-79  | 81-87 | 76-82 | 55-81 | 52-76 | 85-94 |        | 80-78 | 74-72 | 69-92 |
| TAU Castelló                       | 70-66 | 84-60 | 83-94  | 78-71 | 66-72  | 73-81   | 69-78 | 85-81  | 99-100 | 79-82 | 59-72 | 69-74 | 74-62 | 80-85 | 79-66  |       | 84-89 | 88-75 |
| Liberbank Oviedo Baloncesto        | 83-68 | 82-62 | 78-68  | 81-71 | 81-83  | 75-79   | 76-56 | 103-63 | 72-66  | 73-58 | 80-70 | 84-90 | 77-82 | 78-81 | 71-63  | 95-70 |       | 78-56 |
| ZTE Real Canoe NC                  | 65-64 | 57-73 | 83-64  | 77-68 | 70-84  | 84-68   | 53-66 | 92-86  | 67-75  | 71-69 | 65-58 | 66-86 | 64-81 | 62-90 | 64-75  | 72-65 | 59-70 |       |

## Playoffs

### Confrontos
|  | Quartas-de-final | Quartas-de-final            | Quartas-de-final   |                |    | Semifinais     | Semifinais | Semifinais |  |  | Final | Final          | Final |
|  |                  |                             |                    |                |    |                |            |            |  |  |       |                |       |
|  | 2                | RETAbet Bilbao              | 3                  |                |    |                |            |            |  |  |       |                |       |
|  | 9                | Chocolates Trapa Palencia   | 2                  |                |    |                |            |            |  |  |       |                |       |
|  | 9                | Chocolates Trapa Palencia   | 2                  |                |    | RETAbet Bilbao | 75         |            |  |  |       |                |       |
|  |                  |                             |                    |                |    | RETAbet Bilbao | 75         |            |  |  |       |                |       |
|  |                  |                             | Melilla Baloncesto | 68             |    |                |            |            |  |  |       |                |       |
|  | 5                | Melilla Baloncesto          | Melilla Baloncesto | 68             | 3  |                |            |            |  |  |       |                |       |
|  | 5                | Melilla Baloncesto          |                    |                | 3  |                |            |            |  |  |       |                |       |
|  | 6                | Carramimbre CBC Valladolid  | 2                  |                |    |                |            |            |  |  |       |                |       |
|  |                  |                             |                    |                |    |                |            |            |  |  |       | RETAbet Bilbao | 62    |
|  |                  |                             |                    | Iberojet Palma | 55 |                |            |            |  |  |       |                |       |
|  | 3                | Iberojet Palma              | 3                  |                |    |                |            |            |  |  |       |                |       |
|  | 8                | Coviran Granada             | 2                  |                |    |                |            |            |  |  |       |                |       |
|  | 8                | Coviran Granada             | 2                  |                |    | Iberojet Palma | 77         |            |  |  |       |                |       |
|  |                  |                             |                    |                |    | Iberojet Palma | 77         |            |  |  |       |                |       |
|  |                  |                             | Río Ourense Termal | 61             |    |                |            |            |  |  |       |                |       |
|  | 4                | Liberbank Oviedo Baloncesto | Río Ourense Termal | 61             | 0  |                |            |            |  |  |       |                |       |
|  | 4                | Liberbank Oviedo Baloncesto |                    |                | 0  |                |            |            |  |  |       |                |       |
|  | 7                | Río Ourense Termal          | 3                  |                |    |                |            |            |  |  |       |                |       |

#### Quartas de final
| Time 1                      | Série | Time 2                     | 1º Jogo | 2º Jogo | 3º Jogo | 4º Jogo | 5º Jogo |
| --------------------------- | ----- | -------------------------- | ------- | ------- | ------- | ------- | ------- |
| RETAbet Bilbao              | 3 - 2 | Chocolates Trapa Palencia  | 93 - 73 | 77 - 86 | 87 - 81 | 57 - 61 | 79 - 61 |
| Melilla Baloncesto          | 3 - 2 | Carramimbre CBC Valladolid | 76 - 78 | 76 - 70 | 64 - 85 | 76 - 72 | 77 - 71 |
| Iberojet Palma              | 3 - 2 | Coviran Granada            | 73 - 69 | 83 - 88 | 63 - 62 | 71 - 83 | 76 - 75 |
| Liberbank Oviedo Baloncesto | 0 - 3 | Río Ourense Termal         | 76 - 80 | 71 - 76 | 75 - 77 |         |         |

### Final Four

#### Semifinal
| Time 1         | Resultado | Time 2             |
| -------------- | --------- | ------------------ |
| RETAbet Bilbao | 75 - 68   | Melilla Baloncesto |
| Iberojet Palma | 77 - 61   | Río Ourense Termal |

#### Final
| Time 1         | Resultado | Time 2         |
| -------------- | --------- | -------------- |
| RETAbet Bilbao | 62 - 59   | Iberojet Palma |

## Promoção e rebaixamento
Real Betis Energía Plus (Campeão), RETAbet Bilbao (vencedor dos Playoffs de promoção) 
 Barça Lassa B, Sáenz Horeca Araberri

## Copa Princesa de Astúrias 2019
Em partida única disputada em Sevilha, enfrentaram-se os dois primeiros colocados na tabela na metade da temporada regular. O troféu é realizado em homenagem à Leonor, Princesa das Astúrias, herdeira ao trono da Espanha.
| 09 de fevereiro de 2019 18:00 UTC+0 | relatório | Real Betis Energía Plus                       | 80–70 | Retabet Bilbao Basket |  | Palácio São Paulo, Sevilha |  |
| 09 de fevereiro de 2019 18:00 UTC+0 | relatório | Placar por quarto: 20-19, 20-16, 21-11, 19-24 |       |                       |  | Palácio São Paulo, Sevilha |  |

### Premiação
| Copa Princesa de Astúrias 2019    |
| --------------------------------- |
| Real Betis Energía Plus 1º Título |

## Artigos relacionados
- Liga Endesa
- Seleção Espanhola de Basquetebol